# Sint-Kastorbasiliek
De basiliek van Sint-Kastor is een rooms-katholieke kerk in het oude centrum van de Duitse stad Koblenz. De kerk werd in de jaren 817-836 gebouwd en is gelegen bij de Deutsches Eck, een landtong tussen de rivieren Moezel en Rijn. De kerk is een meesterwerk van de romaanse architectuur en is van uitzonderlijk belang omdat zowel het exterieur als het interieur grotendeels behouden bleef en er in de kerk geschiedenis werd geschreven. Samen met enkele andere Koblenzer kerken is de Kastorkerk sterk bepalend voor het silhouet van de stad. Voor de basiliek ligt de zogenaamde Kastorbron, een stille getuige uit de periode van napoleontische oorlogen. De kerk werd op 30 juli 1991 tot basiliek verheven door paus Johannes Paulus II.
In 2002 werd de basiliek toegevoegd aan het werelderfgoed Boven Midden-Rijndal.

## Geschiedenis
Op de plek van de kerk was rond het begin van onze jaartelling een castellum gevestigd, een Romeins fort. In 2008 werden sporen gevonden van een 4 meter breed en 2,5 meter diep uitgegraven gracht rond dit fort. Ongeveer tot het jaar 400 stond er een fanum (tempel) waar nu het koor van de kerk is. In de Frankische tijd werd rond 600 op de plek van de tempel een kerkhof aangelegd, dat tot het midden van de 12e eeuw werd gebruikt.
Op initiatief van de Trierse aartsbisschop Hetto werd met ondersteuning van de Frankische koning Lodewijk de Vrome begonnen met de bouw van de kerk die op 12 november 836 werd ingewijd. De kerk werd voor een stadspoort gebouwd en lag tot de 13e eeuw buiten de stadsgrenzen van Koblenz. Voor de wijding werden de relieken van de heilige Kastor overgebracht naar Koblenz. De heilige Rizza van Koblenz, een veronderstelde dochter van Lodewijk de Vrome, schonk tijdens de bouw haar erfgoed te Kobern om de kerk in de onderhoudskosten te voorzien. Haar vereerde relieken bevinden zich nog altijd in een schrijn in de kerk.
In de 9e eeuw was de kerk als stiftskerk nauw verbonden met de rijksgeschiedenis. In het jaar 842 werd hier besloten over de verdeling van het Frankische Rijk onder de drie zonen van de Lodewijk de Vrome. Dit resulteerde in de ondertekening van het Verdrag van Verdun, dat als gevolg had dat het rijk werd opgedeeld in het West-Frankische Rijk, Lotharingen en het Oost-Frankische Rijk. Het stift werd een belangrijke ontmoetingsplek voor keizers en koningen om hun geschilpunten bij te leggen. De kerk werd tijdens een inval van de Noormannen in 882 volledig verwoest, maar onmiddellijk weer opgebouwd.
Aartsbisschop Bruno von Bretten stichtte in 1110 naast de Kastorkerk een hospitaal in Koblenz, een van de eerste verpleeghuizen voor zieken ten noorden van de Alpen. De huidige kerk ontstond omstreeks 1160. De oude bouw ten oosten van het transept werd toen afgebroken en vervangen door een driedelig koor met een rijk gedecoreerde apsis, geflankeerd door twee slanke torens met een rombisch dak. De westelijke torens werden rond 1180 verhoogd met een zesde verdieping
Tijdens gevechten tussen Keizer Otto IV en Filips van Zwaben in een drooggevallen rivierbed bij Koblenz in oktober 1198 werd ook de Kastorkerk beschadigd. Aan het begin van de 13e eeuw werd de kerk opnieuw verbouwd. Het Karolingische zaalschip werd vervangen door een schip met gewelfde zijbeuken. Op 27 juli 1208 wijdde aartsbisschop Jan I de vernieuwde kerk in. Met de uitbreiding van de stadsmuren van Koblenz in het midden tot het einde van de 13e eeuw kwam ook de Kastorkerk binnen de beschermende muren van de stad te liggen.
In het jaar 1338 vond de laatste belangrijke ontmoeting van vorsten in de kerk plaats; op een rijksdag in Koblenz sloten keizer Lodewijk de Beier en Eduard III van Engeland er een verbond. Vanaf 1496 tot 1499 werd het middenschip voorzien van gotische stergewelven. Ook de vieringgewelven werden in die tijd vernieuwd.
Tot 1802 was de Kastorkerk een collegiale stiftskerk, met stifsgebouwen voor de westelijke gevel en aan de zuidzijde, waarvoor zich ook een kruisgang bevond en een aan het koor gelegen kerkhof. Tijdens de secularisatie in de Franse tijd werd het stift opgeheven en de gebouwen met de kruisgang afgebroken. De Kastorkerk bleef echter als parochiekerk behouden.
Naar het plan van de Pruisische bouwmeester Johann Claudius von Lassaulx werd in de jaren 1848-1850 een volledige restauratie gestart. Joseph Anton Nikolaus Settegast bracht in het interieur fresco's aan. Barokke toevoegingen aan het interieur werden verwijderd. Onder leiding van de stadsarchitect F.W. Maeckler werd in de jaren 1890-1895 een restauratie aan het exterieur en vernieuwingen aan de portalen doorgevoerd. In de jaren 30 van de 20e eeuw werd opnieuw het interieur onder handen genomen.
Bij de zwaarste luchtaanvallen tijdens de Tweede Wereldoorlog op Koblenz op 6 november 1944 werd de Kastorkerk zwaar beschadigd. Enkele maanden later werd de kerk opnieuw getroffen, ditmaal door artillerievuur toen Amerikaanse troepen in maart 1945 de stad introkken. Het stenen gebouw en de gewelven bleven echter grotendeels intact. Vrijwel onmiddellijk na de oorlog begonnen de herstelwerkzaamheden, die duurden tot 1954. In 1955 werd de nieuwe beschildering van de kerk voltooid. Enkele jaren later werd een nieuw orgel in het transept geïnstalleerd. De torens werden in de jaren 1980-1983 gerestaureerd. Een laatste grote renovatie aan het interieur vond plaats in 1985-1990.
Op 30 juli 1991 werd de kerk door paus Johannes Paulus II verheven tot basiliek. Sinds 2005 vormt de Kastorkerk samen met de Heilig Hartkerk en de Kerk van Onze-Lieve-Vrouwe één parochiegemeenschap.

## Opbouw
De kerk heeft een dubbeltorenfront als westgevel waarvan de twee torens gedekt worden door rombische daken. Het koor heeft een ronde koorsluiting met dwerggalerij en wordt geflankeerd door twee koortorens met ieder ook een rombisch dak.

## Afbeeldingen interieur

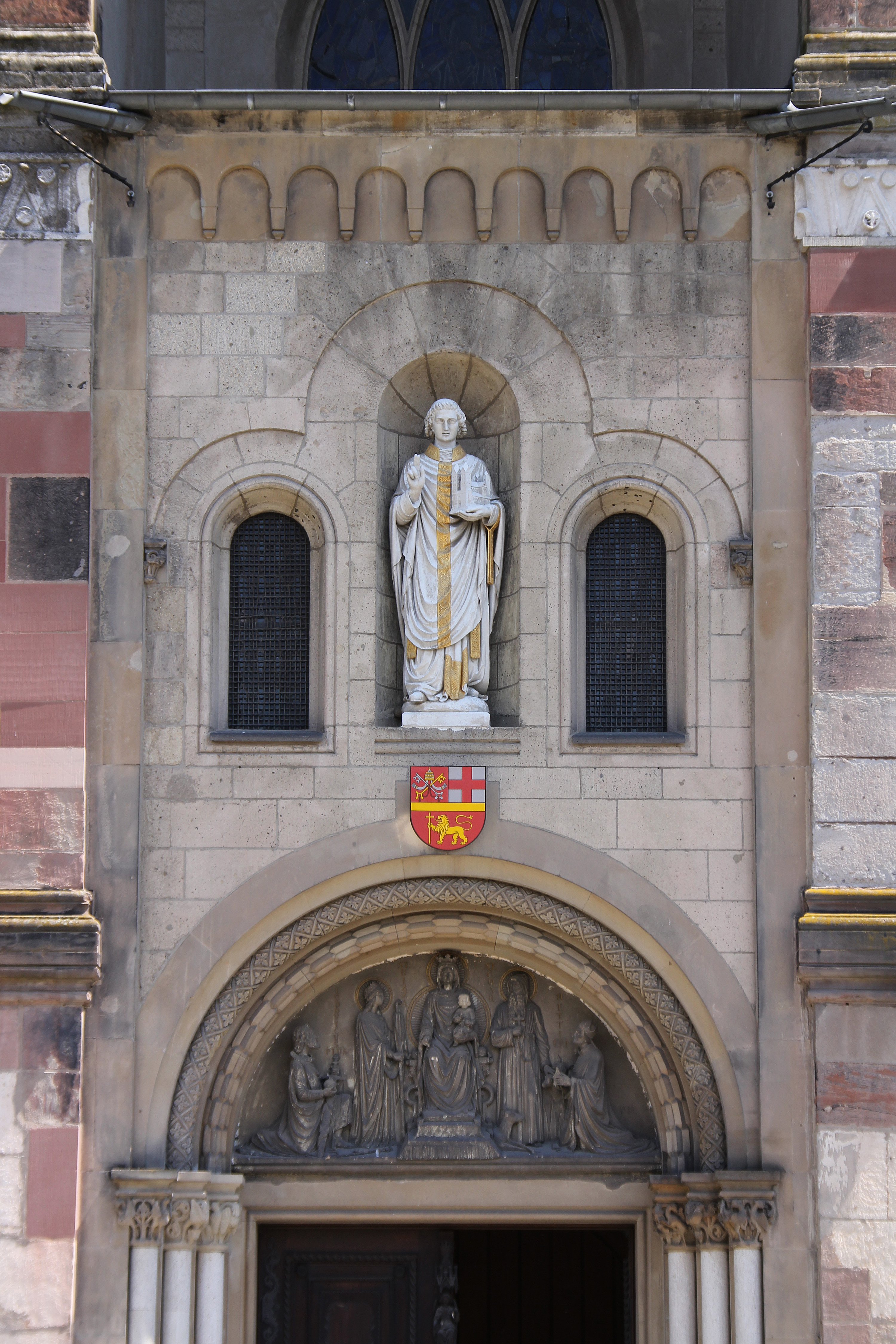
Hoofdportaal
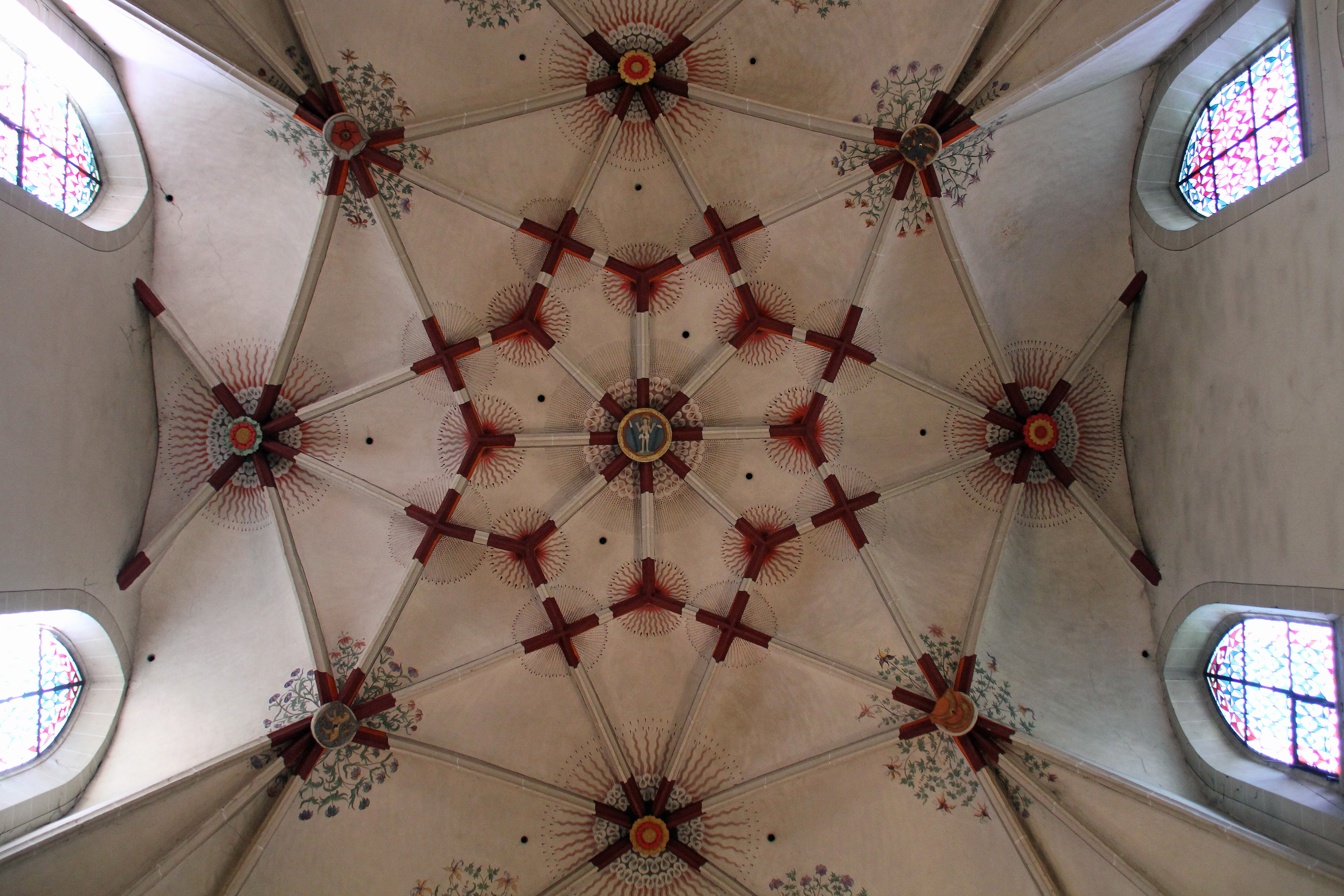
Stergewelf
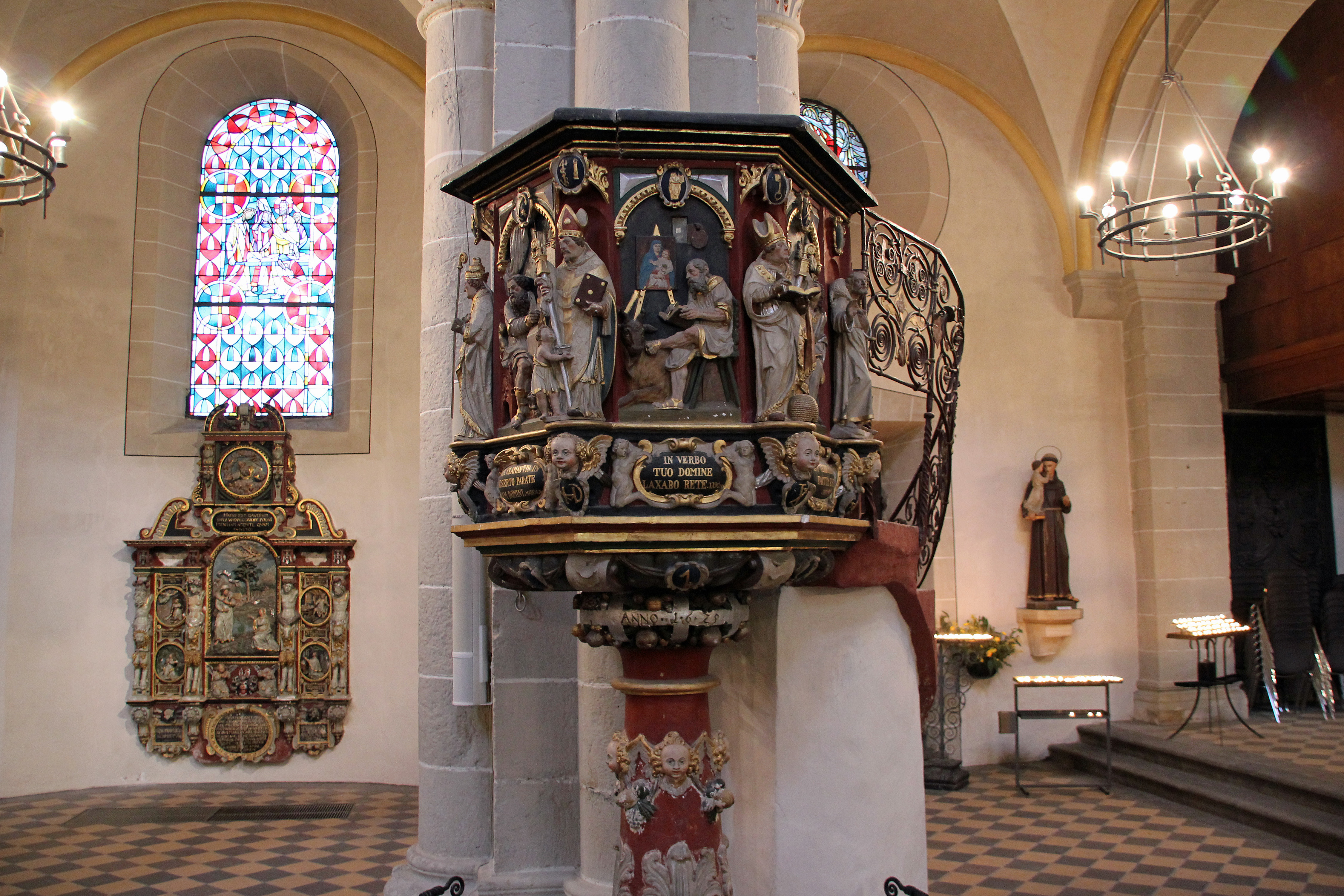
Kansel van zandsteen (1625)
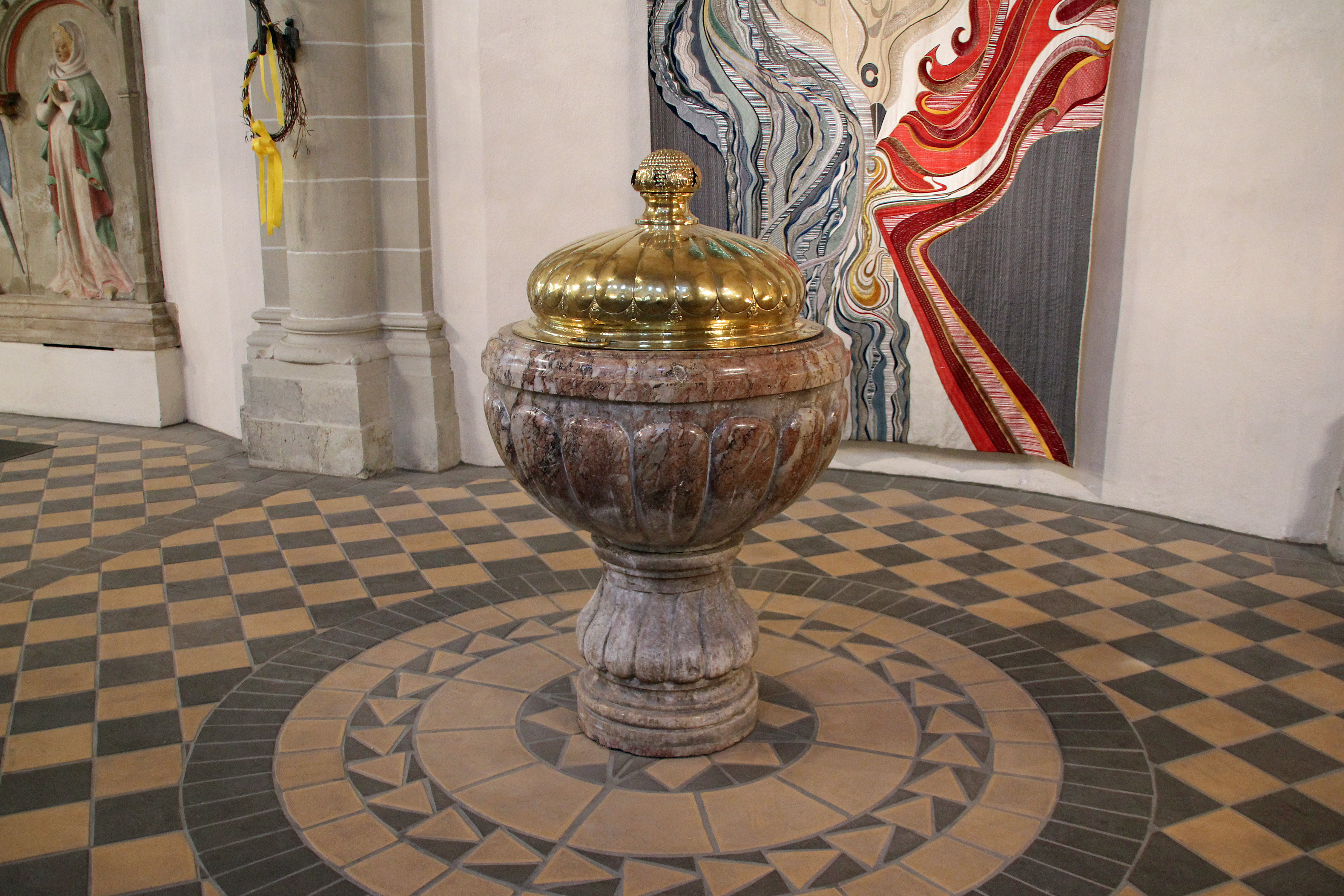
Doopvont
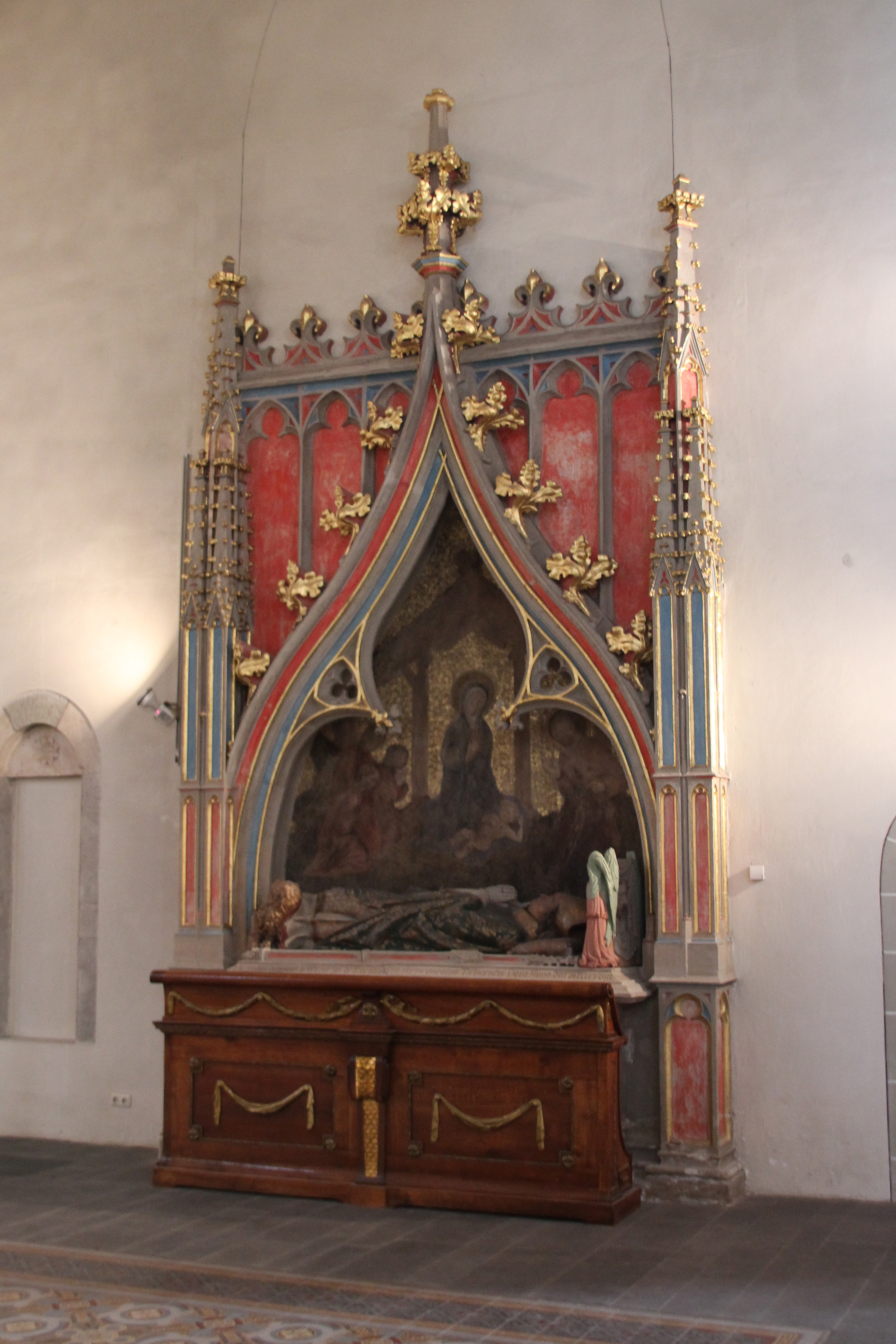
Grafmonument van aartsbisschop Werner von Königstein
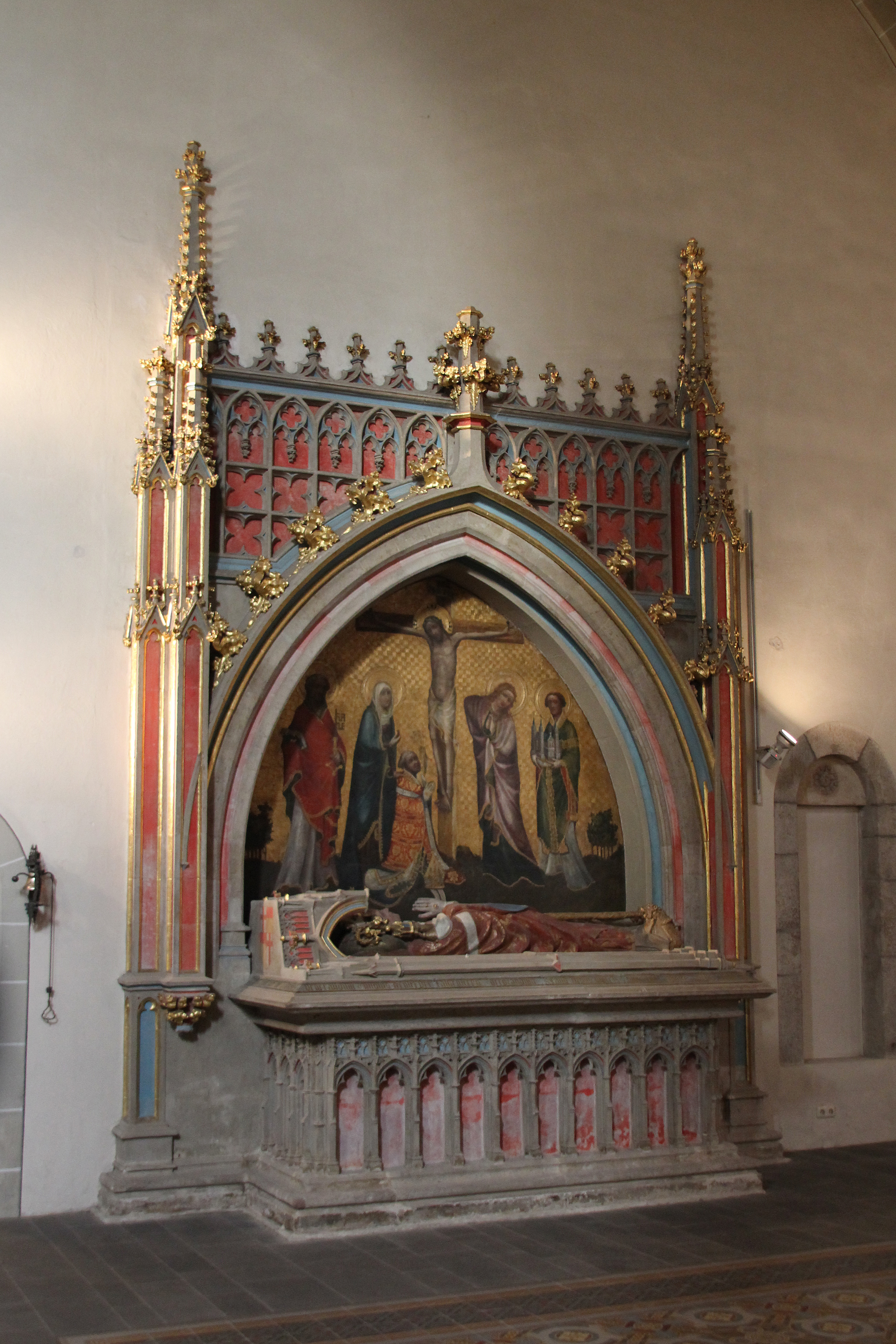
Grafmonument van aartsbisschop Kuno II von Falkenstein
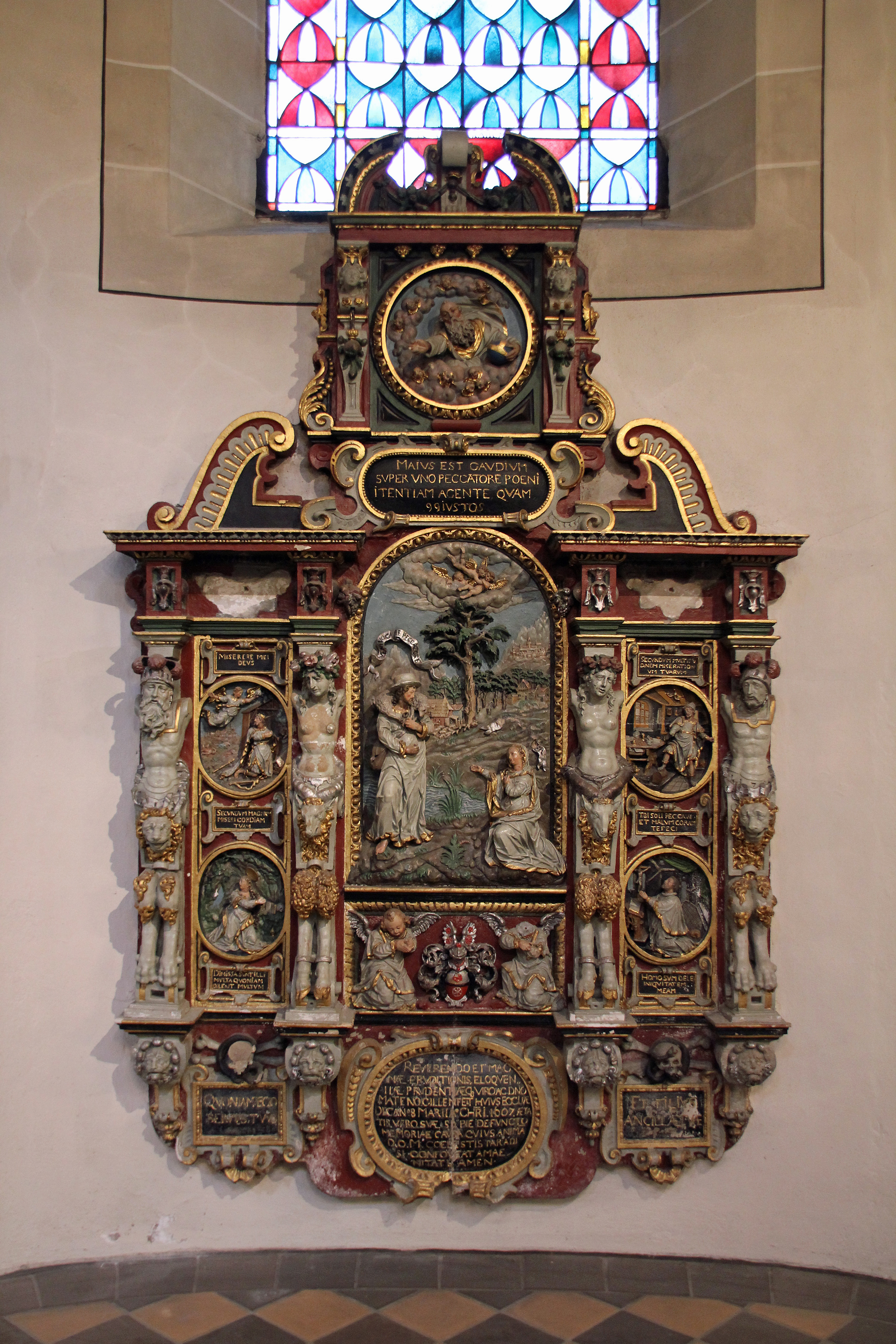
Grafmonument Maternus Gillenfelt
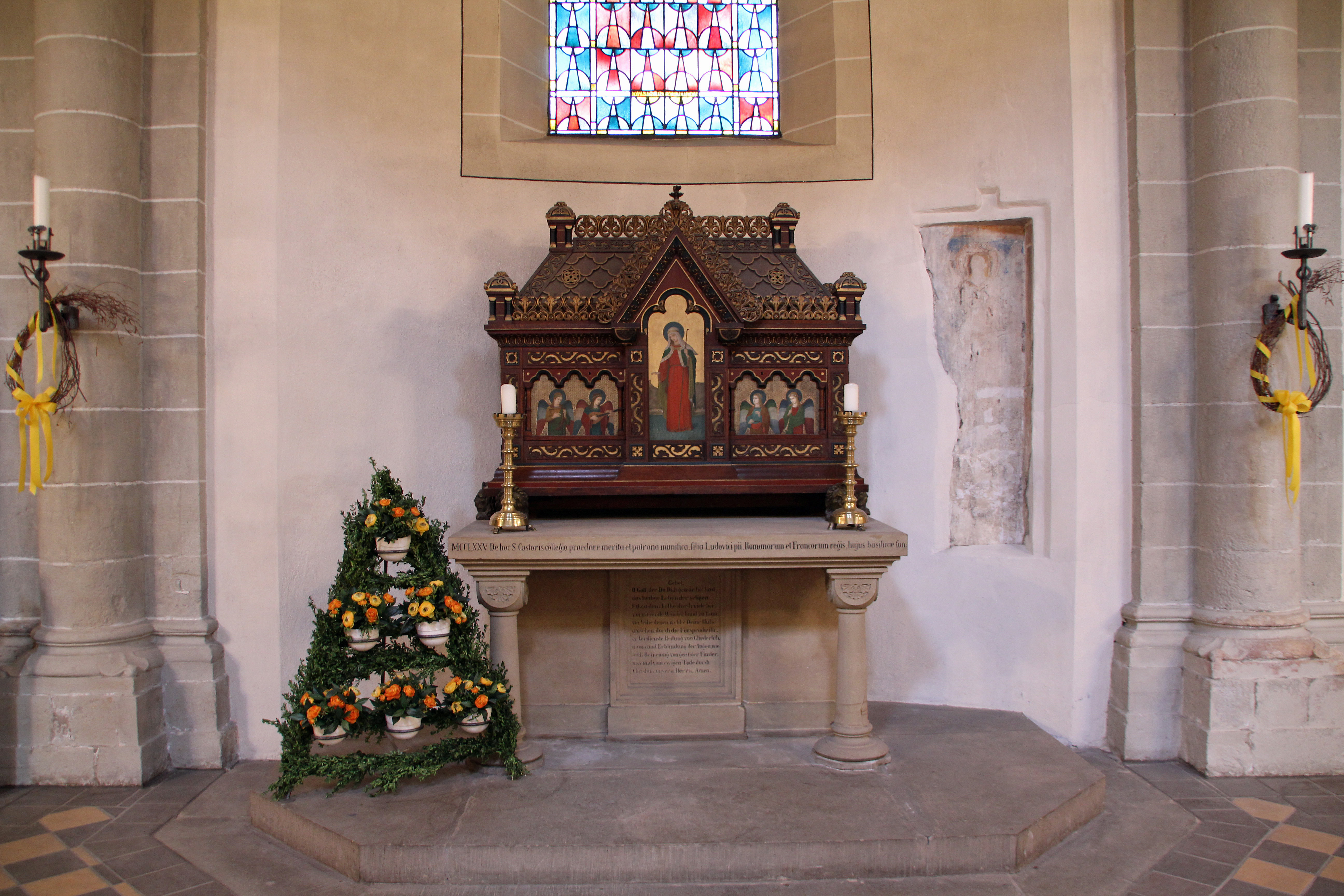
Reliekschrijn H. Rizza
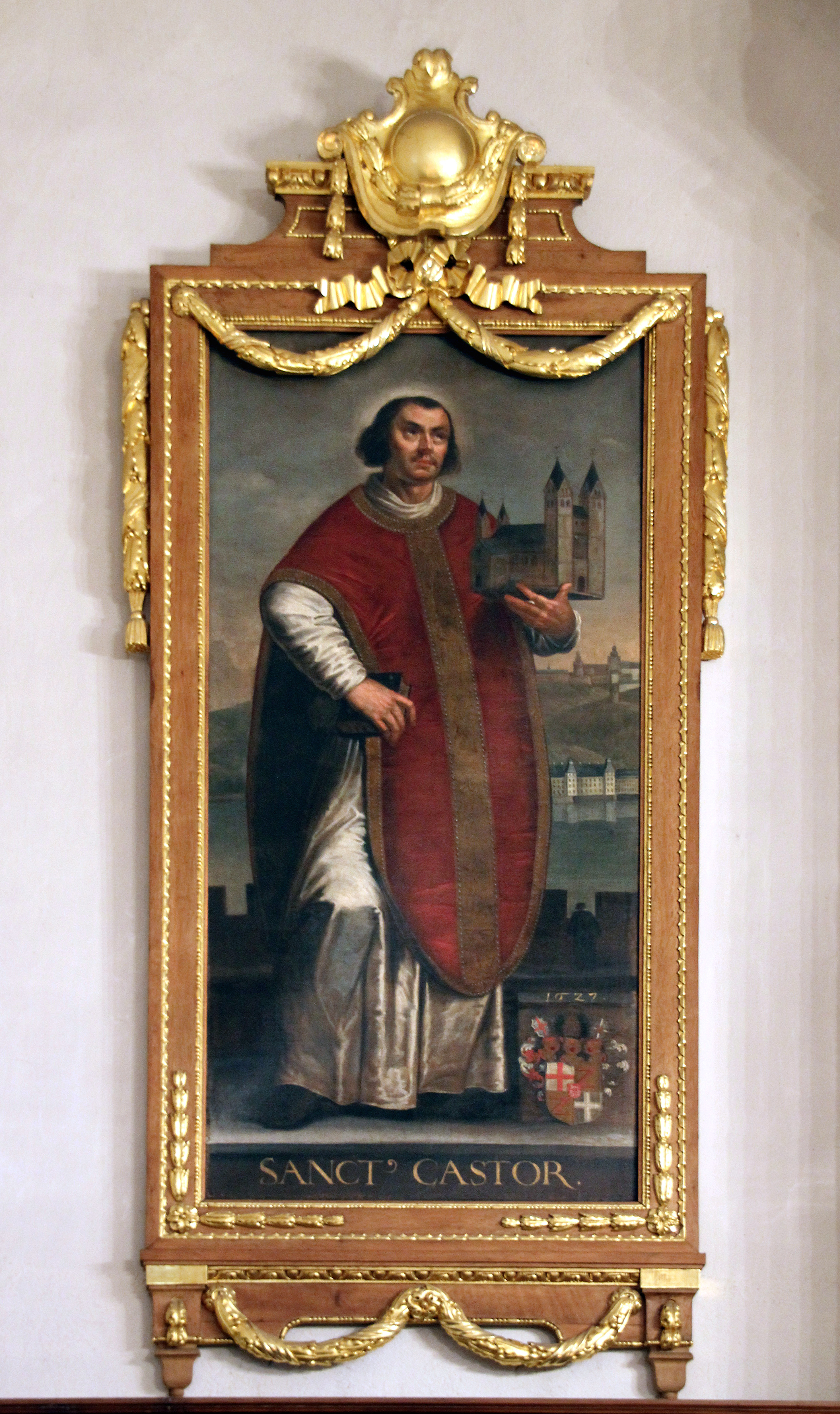
Schilderij van H. Kastor
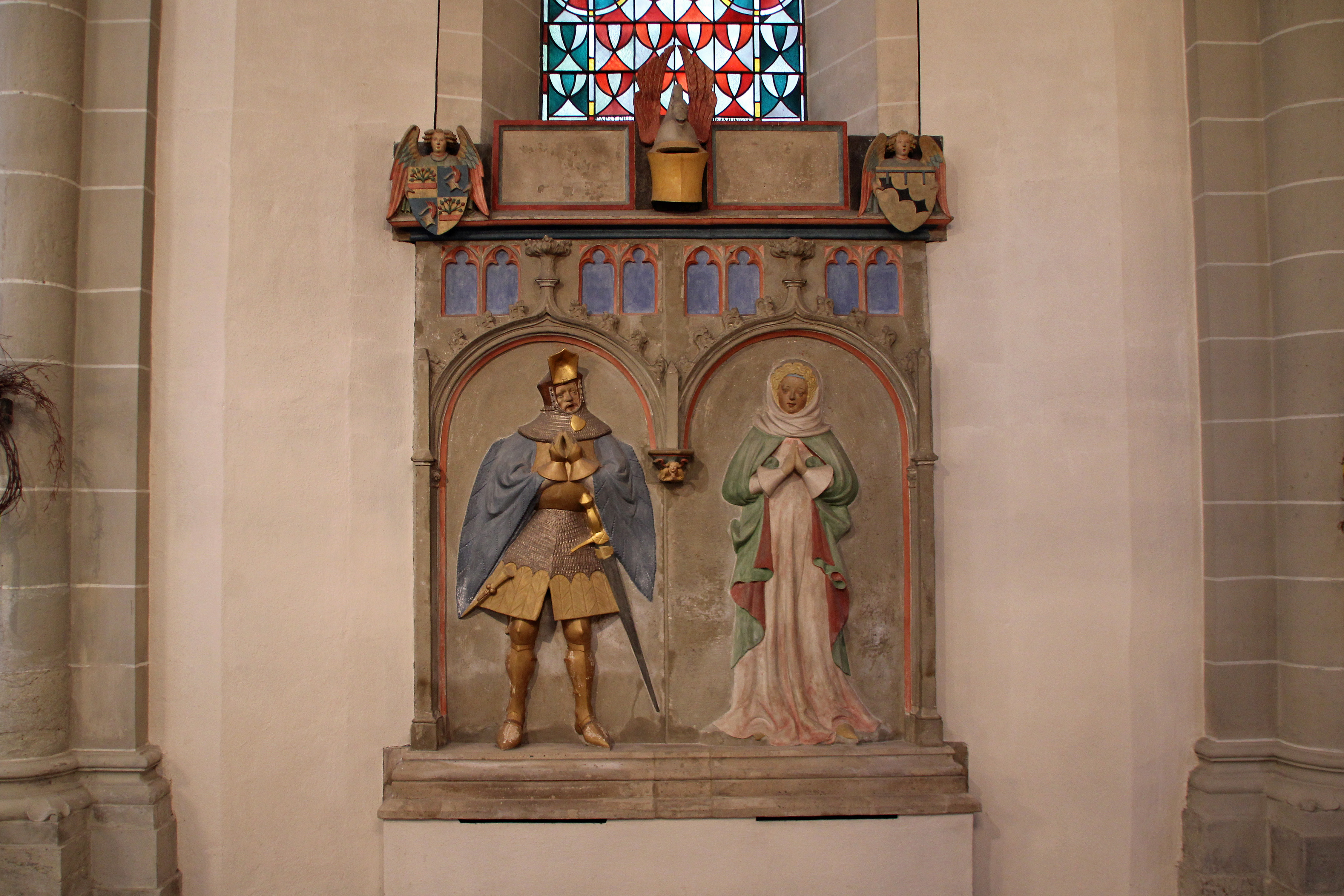
Grafmonument van Friedrich von Sachsenhausen en Sophie Schenk von Liebenstein
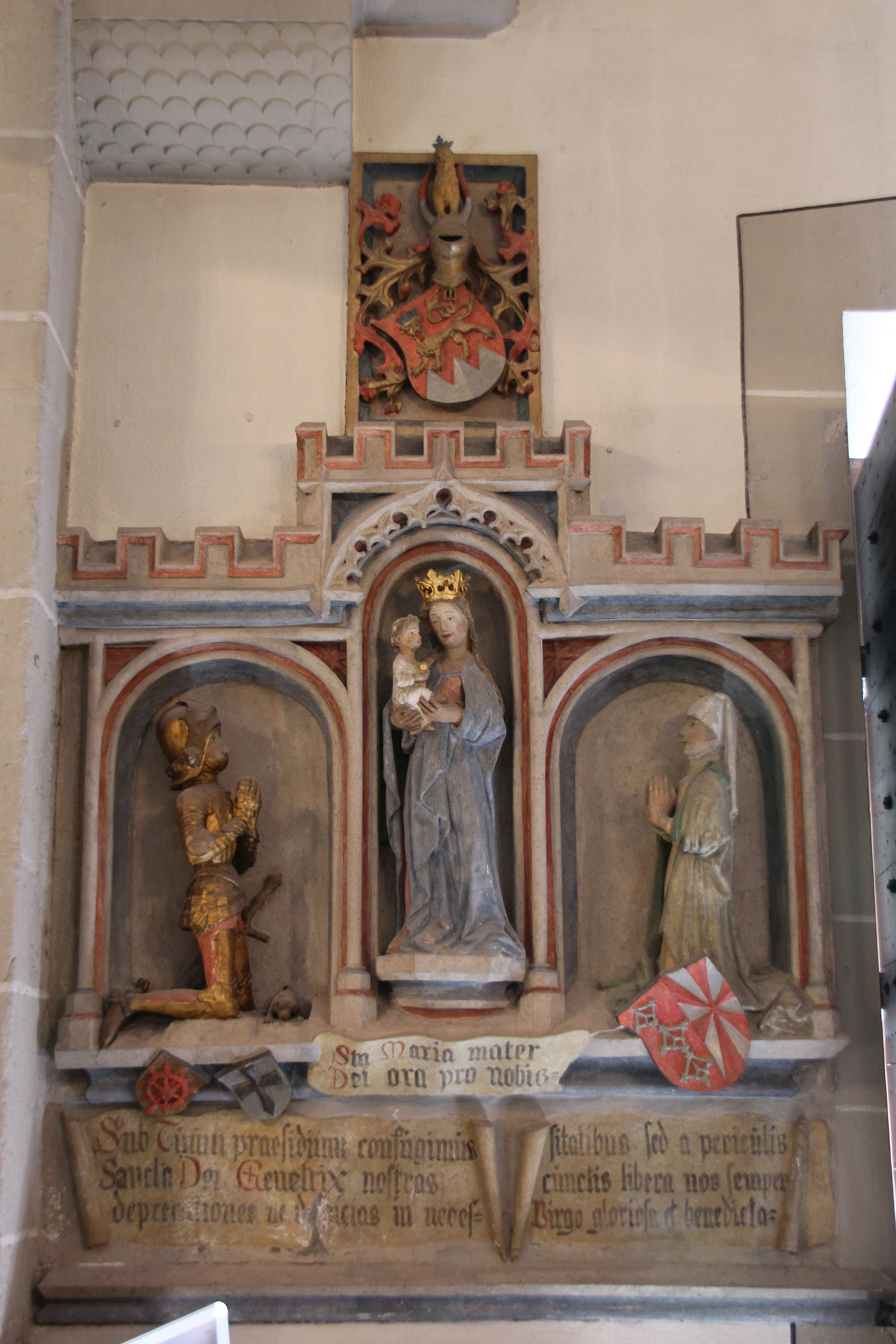
Epitaaf ridder Schönborn met echtgenote
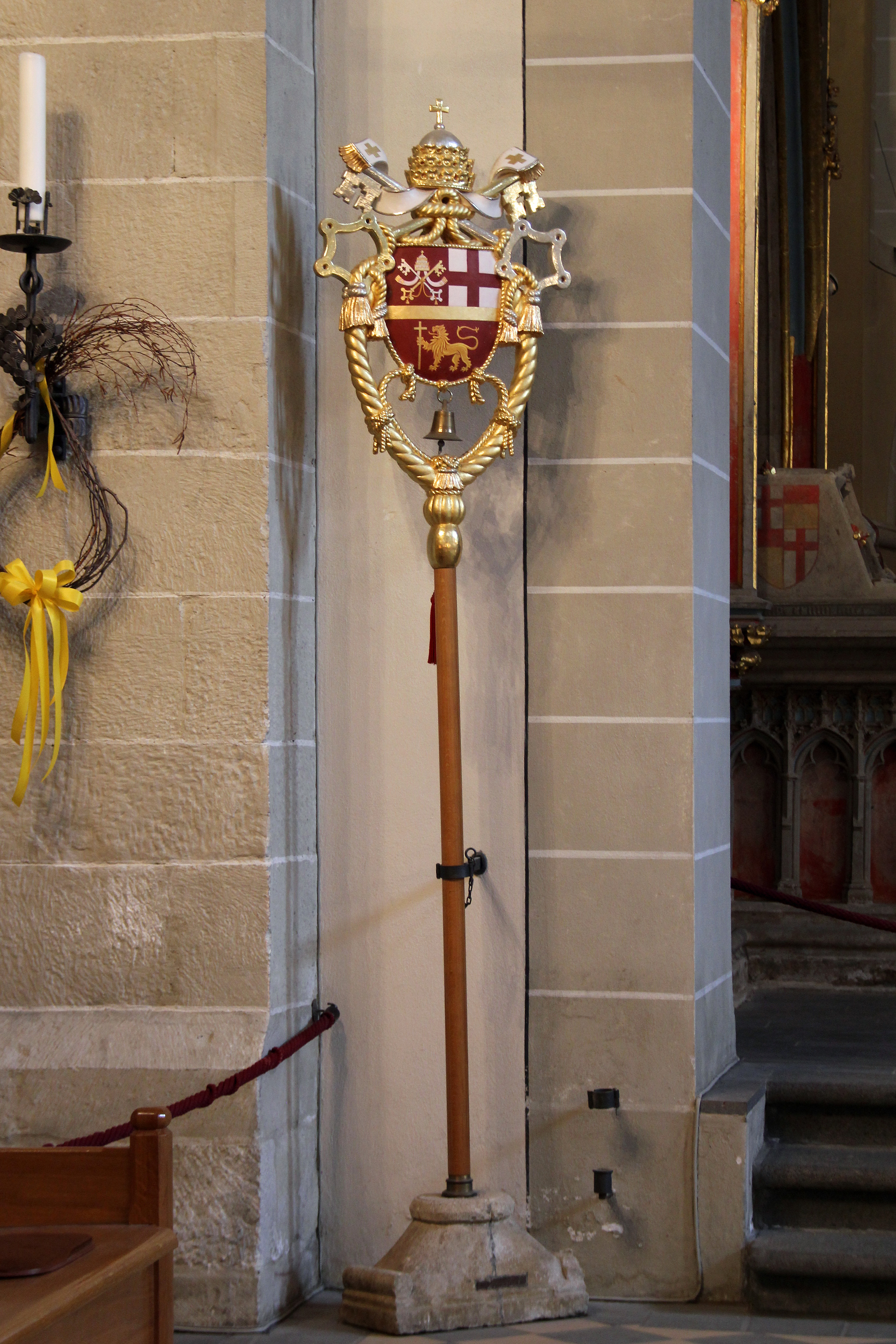
Tintinnabulum
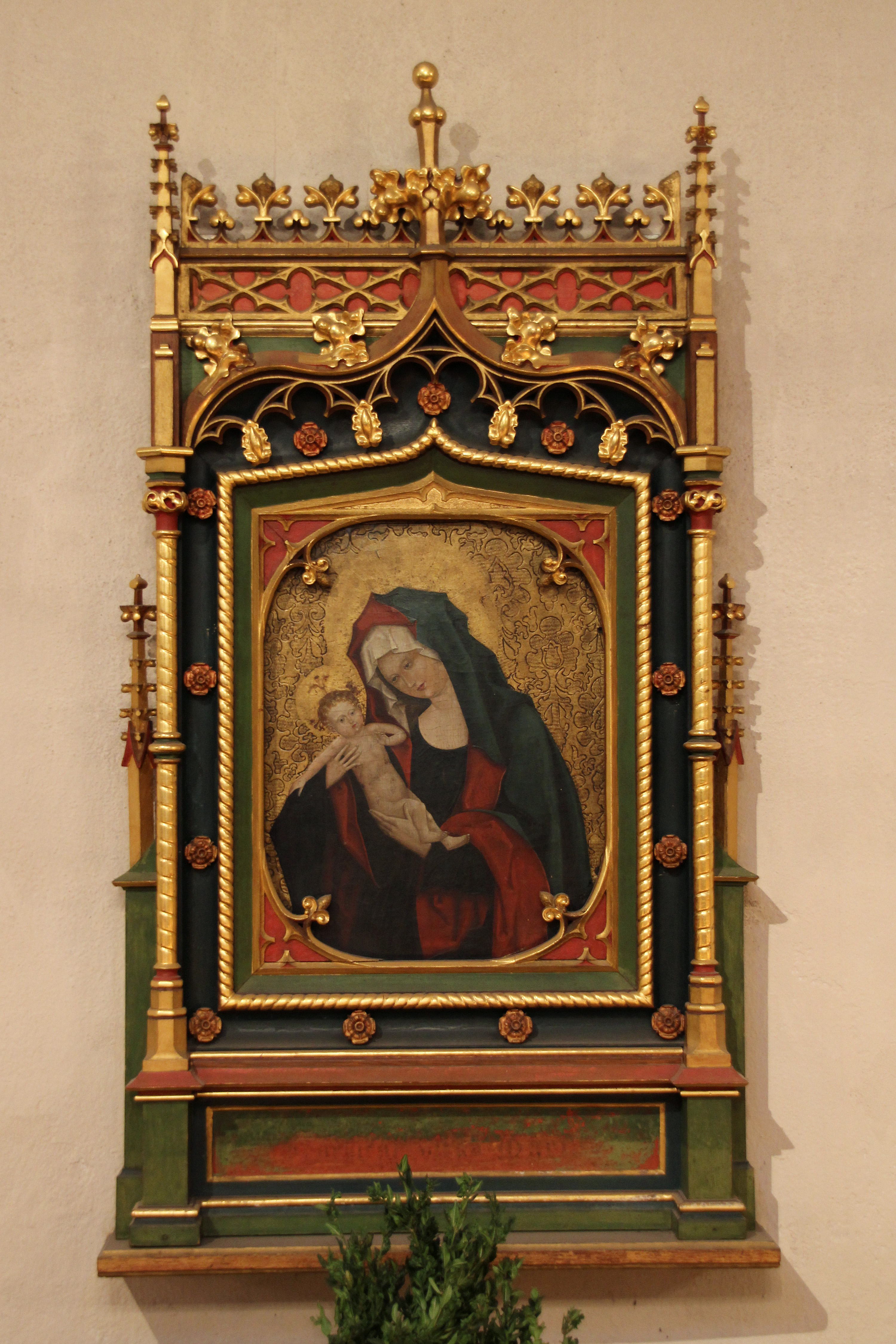
15e-eeuwse Madonna
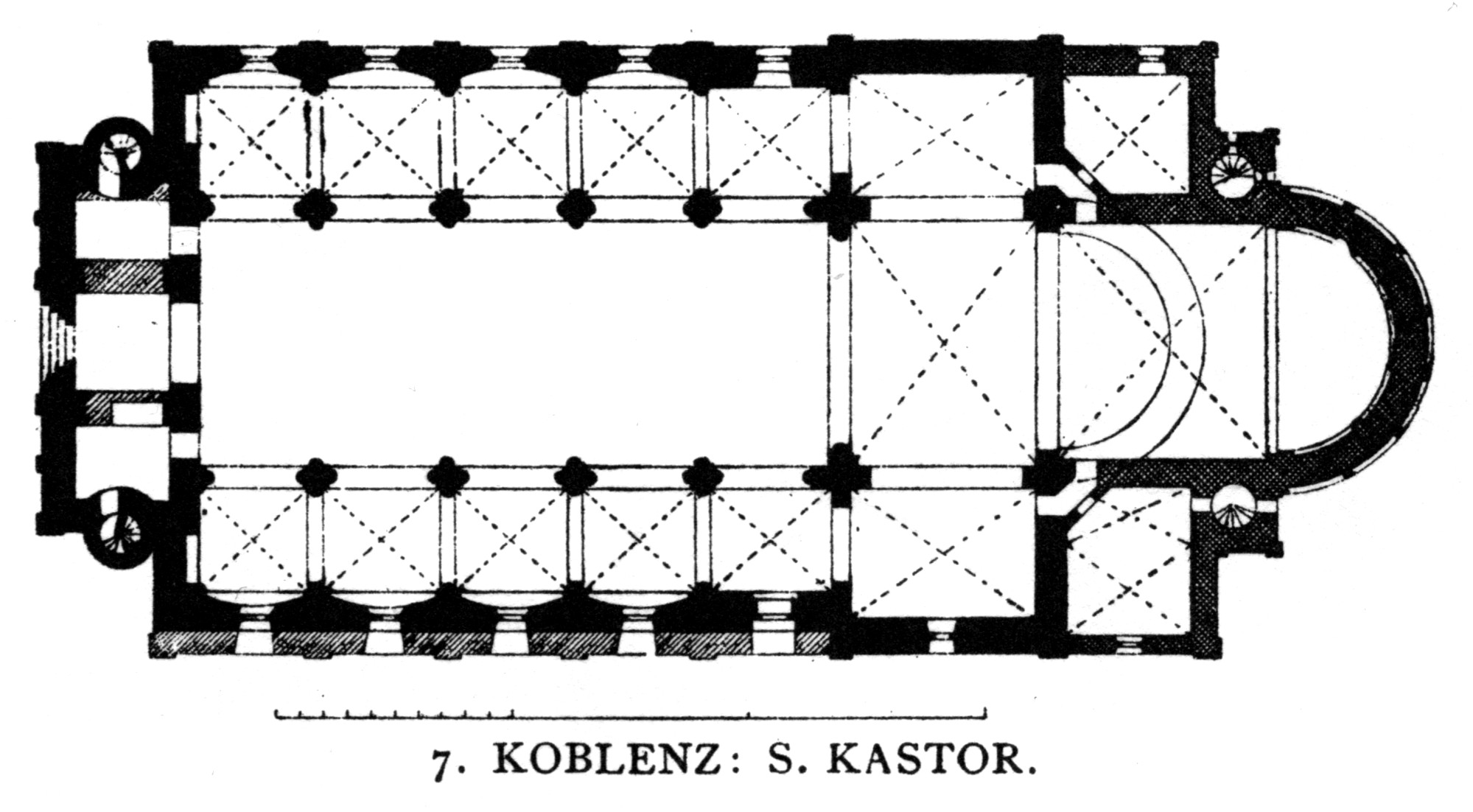
plattegrond